# 慈眼寺 (三重県南伊勢町田曽浦)
慈眼寺（じげんじ）は、三重県度会郡南伊勢町田曽浦4041にある臨済宗妙心寺派の寺院。慈眼禅寺とも呼ばれる。

## 歴史
- 年不詳 - 創建。開基は胡宗正越和尚（-1649年死去）[1][2]。当初は京都の大徳寺塔頭である金龍院（廃寺）の末寺だった[1][2]。
- 元禄2年（1689年）8月 - 京都の妙心寺の直末寺となる[1][2]。伝法開祖は二見慈恩庵賜山[1][2]。
- 年不詳 - 中興。伝法中興は嗣亘天智照（-1776年死去）[1][2]。
- 享保10年（1725年） - 寂の仙山林が再建[1][2]。
- 安永5年（1776年） - 再中興[1][2]。
- 寛政8年（1796年） - 殿鐘を鋳造[1][2]。
- 明治15年（1882年） - 本堂と子安地蔵堂を新築[1][2]。

## 現地情報
所在地
- 516-0222 三重県度会郡南伊勢町田曽浦4041

アクセス
- 南伊勢町営バス・三重交通のバス停「田曽」から徒歩。